# Пиньейро, Энрике
Энрике Пиньейро (итал. Enrique Piñeyro, р. 9 декабря 1956 года) — аргентинский лётчик, актёр, продюсер, сценарист и режиссёр театра и кино итальянского происхождения.

## Биография
Родился Энрике в Генуе (Италия) и после школы получил медицинскую специальность. Однако врачом он не стал, вместо этого переехав в Аргентину, где в 1988 году устроился пилотом в местную бюджетную авиакомпанию Líneas Aéreas Privadas Argentinas (LAPA), а впоследствии был повышен до командира. Сама LAPA начиная с 1993 года начала активно расширять сеть полётов, при этом не успевая следом увеличивать штат сотрудников и воздушный флот, в результате чего пилоты имели значительные переработки, а самолёты не ремонтировали должным образом для избежания простоев на земле. Многие начинают понимать, чем грозит такая ситуация, но руководство ради выгоды закрывало глаза на такие нарушения.
Тогда в 1997 году Пиньейро начинает писать письма в разные инстанции, из-за чего о ситуации с авиаперевозками в Аргентине узнают за её пределами. Также осенью 1997 года он как представитель Ассоциации пилотов принимает участие в расследовании катастрофы аргентинского DC-9 близ Фрай-Бентоса (Уругвай), ставшей крупнейшей в истории аргентинской авиации. В самой Аргентине поначалу объявили, что виновниками катастрофы стали пилоты, которые направили самолёт в грозу. Однако дальнейшее расследование показало, что на борту не было сигнализации об обледенении воздушного судна, в результате чего экипаж ошибочно осуществлял снижение на повышенной скорости, пока конструкция не разрушилась от перегрузок. Пиньейро был одним из тех, кто пытался привлечь внимание руководства к существовавшим проблемам, указывая, что вскоре может произойти следующая катастрофа, но это оказалось тщетно. Энрике Пиньейро уволился из LAPA в июне 1999 года — за пару месяцев до катастрофы рейса 3142.
После ухода из авиации Пиньейро основывает в Буэнос-Айресе продюсерскую компанию Aquafilms, под руководством которой был снят фильм Гараж «Олимпо» Марко Бечиса, в котором Энрике сыграл одну из второстепенных ролей. Фильм собрал целый ряд призов и оказался весьма успешен. Далее к годовщине катастрофы рейса 3142 Пиньейро пишет сценарий, по которому тайно снимает полудокументальный фильм Виски Ромео Зулу о пилоте авиакомпании LAPA, в котором рассказаны реальные причины той страшной трагедии. Помимо сценариста и режиссёра нового фильма, Энрике также сыграл в нём главную роль, а съёмки проходили на реальных самолётах и тренажёрах. Свой режиссёрский дебют бывший пилот представил публике в Торонто в 2004 году, а в 2005 году был показан и в самой Аргентине, где получил значительный резонанс. Фильм также получил несколько призов, включая «Золотое Солнце» на Международном кинофестивале в Биаррице в категории «Лучший фильм».
Следующей режиссёрской работой стал документальный фильм Неизвестная корпорация военно-воздушных сил 2006 года в котором описывается, как коррупция в аргентинских ВВС негативно сказывается на безопасности гражданских авиаперевозок, приведя к авиакатастрофам в 1997 и 1999 годах. Спустя пару недель после премьеры данного фильма правительство наконец отстраняет военных от управления гражданской авиацией и создаёт Национальную администрацию гражданской авиации.

## Избранная фильмография

### Актёр
- Колючая проволока[исп.] (1991)
- Гараж «Олимпо» (1999)
- Ожидание мессии[исп.] (2000)
- Figli/Hijos (2001)
- Виски Ромео Зулу (2004)
- Северо-восток[англ.] (2005)
- Золотая дверь[англ.] (2006)
- Неизвестная корпорация военно-воздушных сил[исп.] (2006)

### Режиссёр
- Виски Ромео Зулу (2004)
- Неизвестная корпорация военно-воздушных сил[исп.] (2006)
- Пока—пока, жизнь[исп.] (2007)
- Шоу Рати Хоррора[исп.] (2007)